# Ichneumon promissorius
Ichneumon promissorius är en stekelart som beskrevs av Wilhelm Ferdinand Erichson 1842. Ichneumon promissorius ingår i släktet Ichneumon och familjen brokparasitsteklar. Inga underarter finns listade i Catalogue of Life.